# Magyar Eredetvédelmi Tanács
A Magyar Eredetvédelmi Tanács (rövidítése: MET; angolul Hungarian Council of Origin Protection) az élelmiszeriparért felelős miniszter (2021-ben ez az agrárminiszter) véleményező, javaslattevő jogkörrel működő konzultatív testülete a mezőgazdasági termékek és az élelmiszerek, valamint a szeszes italok földrajzi árujelzőinek oltalma iránti eljárásokban.

## Tagjai
A tanács 15 tagból áll, akiket – a miniszter előzetes felkérése alapján – a következők jelölnek:
- 3 főt az Agrárminisztérium,
- 3 főt az agrárágazat és az élelmiszeripar területéhez kapcsolódó oktató, illetve kutató intézmények,
- 3 főt a mezőgazdasági és élelmiszeripari termékek előállítóinak szakmai érdekképviseleti szervezetei,
- 3 főt a Nemzeti Élelmiszerlánc-biztonsági Hivatal (NÉBIH), valamint
- 1 főt a fogyasztói érdekek képviseletét ellátó civil szervezetek,
- 1 főt a Szellemi Tulajdon Nemzeti Hivatala,
- 1 főt a fogyasztóvédelemért felelős miniszter.

## Működése
A miniszter:
- nevezi ki a tanács tagjait,
- nevezi ki a tanács elnökét és titkárát a minisztériuma 3 képviselője közül,
- határozza meg a tanács ügyrendjét (a tagok véleményének kikérése után).

A tanács működésének feltételeiről, valamint a titkársági feladatok ellátásáról a Minisztérium gondoskodik.